# 스티브 하산
스티븐 앨런 하산 (Steven Alan Hassan, 1954년-)는 미국의 정신건강 상담가이다. 그는 마인드 컨트롤에 관한 주제에 대하여 글을 썼으며, 그런 경험에 피해를 입은 사람들을 돕는 방법에 대하여 저서를 출판하였다. 1976년 파괴적인 이단들로부터 사람들이 빠져나오도록 도와주고 있다. 그는 TV 뉴스로 60분, 나이트라인, 데이트라인에 자주 출현하였다. 그는 과거 통일교 교인이었으며 Ex-Moon 회사를 1979년 창립하였으나 후에 이단 경각 네트워크에서 활동하고 있다.

## 책
- Combatting Cult Mind Control, 1988. ISBN 0-89281-243-5 — reissued 1990 (ISBN 978-0-89281-311-7) and 2015 (Combating ..., ISBN 978-0967068824).
- Releasing the Bonds: Empowering People to Think for Themselves, 2000. ISBN 0-9670688-0-0.
- Freedom of Mind: Helping Loved Ones Leave Controlling People, Cults, and Beliefs, 2012. ISBN 978-0-9670688-1-7.